# Новостроевка (Царичанский район)
Новостроевка (укр. Новостроївка) — село, Бабайковский сельский совет, Царичанский район, Днепропетровская область, Украина.
Код КОАТУУ — 1225680508. Население по переписи 2001 года составляло 401 человек.

## Географическое положение
Село Новостроевка находится в 2-х км от левого берега реки Орель, выше по течению на расстоянии в 1 км расположено село Бабайковка, ниже по течению на расстоянии в 1 км расположено село Ивано-Яризовка, на противоположном берегу — село Турово. На расстоянии в 0,5 км расположено село Вербовое. В 2-х км проходит канал Днепр — Донбасс. Река в этом месте извилистая, образует лиманы, старицы и заболоченные озёра.